# 대구복명초등학교
대구복명초등학교는 대한민국 대구광역시 수성구에 있는 초등학교이다.

## 개요
- 1910-08-26 사립 대구명신학교 세움
- 1925-12-26 김울산 여사가 복명여학교로 교명 변경
- 1926-04-10 대구복명여자공립보통학교 개교
- 1928-05-26 대구복명공립보통학교 인가
- 1941-07-30 대구복명국민학교로 교명 개명
- 1973-02-28 폐교
- 1982-07-29 대구복명국민학교 인가
- 1982-09-01 대구복명국민학교 재개교
- 1996-03-01 대구복명초등학교로 교명 변경
- 1998-02-28 24학급 규모 전교생 전출(대구초등학교 103명, 대구남산초등학교 17명, 대구명덕초등학교 23명)
- 1999-03-01 중구 남산동에서 수성구 범물동(1293번지)으로 이전 개교(7학급 편성), 구 교사는 현재 대구광역시동부교육지원청으로 활용.
- 2008-03-01 대구광역시교육청 영어 연구학교 운영
- 2011-03-01 32대 박영애 교장 취임
- 2012-02-16 제75회 54명 졸업(총 졸업생 10,362명)
- 2012-03-01 초등학교 13학급, 병설유치원 1학급 편성 운영
- 2012-03-01 창의ㆍ인성 모델학교 선정(교육과학기술부 요청)
- 2013-02-15 제76회 69명 졸업(총 졸업생 10,431명)
- 2013-03-01 초등학교 13학급, 병설유치원 2학급 편성 운영
- 2013-09-01 33대 심지용 교장 취임
- 2014-02-14 제77회 55명 졸업(총 졸업생 10,486명)
- 2014-03-01 초등학교 12학급, 병설유치원 2학급 편성 운영